# Rauczua
Rauczua (ros. Раучуа, Раучуван, Большая Бараниха) – rzeka w azjatyckiej części Rosji, w Czukockim Okręgu Autonomicznym. Długość 323 km; powierzchnia dorzecza 15 400 km².
Źródła w górach Ilirnejski Kriaż, płynie w kierunku północno-zachodnim przełamując się przez Góry Rauczuańskie, w dolnym biegu płynie przez zabagnioną nizinę dzieląc się na liczne ramiona; uchodzi do Morza Wschodniosyberyjskiego.
Zasilanie śniegowo-deszczowe; zamarza do dna od września do czerwca.